# Bradley James
Bradley James (Exeter, Devon, 11 de octubre de 1983) es un actor británico, conocido por interpretar al Rey Arturo en la serie de televisión Merlín.

## Biografía
Bradley James nació en Exeter (Inglaterra), tiene dos hermanas, Natalie y Stephanie James. Su familia se mudó a Jacksonville (Florida) cuando tenía nueve años de edad. Allí asistió a la Escuela Primaria de Crown Point y luego a la Escuela Fletcher antes de asistir a Madeley High School en Madeley. Luego asistió al Drama Centre London, donde se graduó.
James es un gran fanático del fútbol y participa en distintos eventos deportivos solidarios. Cuando era más joven, quería ser futbolista o actor. Según Angel Coulby, Bradley es un excelente dibujante. En 2014, James tomó parte del Desafío del balde de agua fría.

### Carrera
James hizo su primera aparición televisiva en un episodio de Lewis en 2008. También interpretó al personaje de Ben Davies en el drama de la BBC Dis/Connected.
Su éxito llegó con el papel del Príncipe Arturo (personaje que con el tiempo llegaría a ser el Rey Arturo) en la serie de fantasía de la BBC One Merlín, al lado de jóvenes actores como Colin Morgan (Merlín), Katie McGrath (Morgana), Angel Coulby (Gwen), así como experimentados actores como Anthony Head (Uther Pendragon) y Richard Wilson (Gaius). En 2009, realizó con Morgan una investigación sobre las leyendas artúricas para un programa especial de la BBC de Gales, titulado The Real Merlin and Arthur.
Interpretó a J. G. Edgars en un episodio de la cuarta temporada de Homeland en 2014.
En 2015 trabajó en la primera temporada de iZombie,. donde interpretó a Lowell Tracy. Además fue uno de los antagonistas de Underworld: Next Generation, y obtuvo el personaje principal en Damien, serie de televisión basada en La profecía, en donde interpreta a Damien Thorn y que se estrenó en 2016.

## Filmografía

### Cine
| Año  | Película               | Papel | Notas        |
| ---- | ---------------------- | ----- | ------------ |
| 2009 | Portobello 196         | Jude  | Cortometraje |
| 2012 | Fast Girls             | Carl  |              |
| 2016 | Underworld: Blood Wars | Varga |              |

## Premios
| Año       | Título                           | Papel              | Notas                    |
| --------- | -------------------------------- | ------------------ | ------------------------ |
| 2008      | Lewis                            | Jack Roth          | 1 episodio               |
| 2008      | Dis/Connected                    | Ben                | Película para televisión |
| 2008-2012 | Merlín                           | Arturo             | 65 episodios             |
| 2014      | Homeland                         | J.G. Edgars        | 1 episodio               |
| 2015      | iZombie                          | Lowell Tracey      | 5 episodios              |
| 2016      | Damien                           | Damien Thorn       |                          |
| 2017      | Los Medici: Señores de Florencia | Giuliano de Medici | 8 episodios              |
| 2023      | Vikingos: Valhalla               | Harekr             | 7 episodios              |

| Año  | Premio                         | Categoría                      | Trabajo    | Resultado |
| ---- | ------------------------------ | ------------------------------ | ---------- | --------- |
| 2010 | Monte Carlo TV Festival Awards | Actor destacado en Drama       | Rey Arturo | Nominado  |
| 2010 | National TV Awards             | Mejor interpretación dramática | Rey Arturo | Nominado  |
| 2011 | Virgin Media TV Award          | Mejor Actor (drama)            | Rey Arturo | Ganador   |
| 2012 | National TV Awards             | Mejor interpretación dramática | Rey Arturo | Nominado  |
| 2013 | SFX Sci-Fi Awards              | Mejor Actor y hombre más sexy  | Rey Arturo | Nominado  |